# 天官書
《天官書》，是西漢歷史學家司馬遷的星官著作，專門記載天文學知識、天象、天文事件和星占，為中國歷史上流傳至今最早的系統敘述星官的著作。《天官書》繼承了戰國時期已經存在的北斗、四象及二十八宿的星官體系，並且進一步發展成為五宫二十八宿的完整體系。《天官書》內容豐富，記錄了太陽系其它天體的現象，為當時的一部天文學百科辭典，而且在曆法史和曆法上，更開創了天文學寫入國史的先河。

## 起源
「天官」也叫天文、星官，也就是星象。而官則為官吏、官曹之意。《天官書》有很濃厚的天人合一的色彩。因此侯雲龍先生說：「司馬遷在《天官書》中建立的星占體系，把天上的星象同人間的君臣關係、戰爭問題、社會問題各方面的事物全面、密切地對應起來，『簡直把天上的星寫成了一個國家：人的方面有天王、太子、庶子、正妃、後宮、藩臣、諸侯、騎官、羽林天君；屋的方面有端門、掖門、閣道、明堂、清廟、天市、車舍、天倉、天庫樓；物的方面又有帝車、天駟、槍棓、矛盾、旌旗之屬。』在人的方面，他把人間社會森嚴的等級搬到了天上，天官等級成為大一統帝國的化身，成為按照地上的統治者的形象和需要塑造出來的偶像，把星象同人間社會對應起來，這是星占的基礎，也是『天人合一說』的形象化的說明書。」

## 註腳
1. ↑  地球社編輯部. . . 1992: 496-515.
2. ↑  侯雲龍. . 《松遼學刊(社會科學版)》第4期(1995年). 1995: 2.

## 外部連結
初讀《史記‧天官書》 （页面存档备份，存于）